# Марша Гант (акторка, 1917)
Марша Вірджинія Гант (англ. Marsha Virginia Hunt; 17 жовтня 1917, Чикаго, Іллінойс — 7 вересня 2022, Лос-Анджелес, Каліфорнія) — американська акторка та модель.

## Життєпис
Народилася 17 жовтня 1917 року у Чикаго в родині Ерла Ганта, юриста, і Мінабель Гант, педагога з вокалу. Окрім неї в родині була старша дочка Марджорі (педагог, померла 2002 року). Скоро родина переїхала до Нью-Йорка, де Марша навчалася у Школі Гораса Манна для дівчат, яку закінчила 1934 року. 
Замість вступити до коледжу, як наполягали батьки, вона почала кар'єру моделі, в якій швидко досягла успіху, одночасно граючи на театральній сцені. Вже через рік, у 1935, вона подписала контракт з «Paramount Pictures», — її кінодебют відбувся того ж року в фільмі «Суддя Вірджинії» Едварда Седжвіка, де їй одразу ж дісталась одна з головних ролей.
У 1930-х та в 1940-х, окрім активної роботи в кіно, Гант багато часу приділяла соціальним організаціям. Її підпис часто стояв на різноманітних петиціях в просуванні багатьох ліберальних програм. Вона також була однією з членів Комітету першої поправки, куди також входили такі голлівудські зірки, як Мірна Лой, Гамфрі Богарт, Генрі Фонда, Френк Сінатра та багато інших. У зв'язку з цим її ім'я з'явилося на сторінках антикомуністичного видання «Red Channels» і скоро Марша Гант разом с чоловіком потрапила до чорного списку Голлівуду, що завдало великої шкоди її кар'єрі, бо багато режисерів відмовилися знімати акторку в своїх фільмах.
27 жовтня 1947 року вона з групою з 30 діячів кіно (включно з Джоном Г'юстоном, Лорен Беколл та Денні Кеєм) вирушила до Вашингтону, щоб протестувати проти дій Конгресу. Три дні потому вона повернулась до Голлівуду, й одразу ж їй був пред'явлений ультиматум, засуджуючий її дії. Їй пропонувалося припинити ліберальну діяльність, бо інакше шлях на великі екрани буде для неї закрито. Марша Гант була дуже обурена, оскільки не була комуністкою, а лише боролася за свободу слова та вільну демократію, тому відмовилась піти на компроміс. Внаслідок її кінокар'єра майже згасла у 1949 році.
В подальші роки вона з'явилась лише в кількох кінофільмах, в основному працювала на телебаченні. Пізніше, хоча погляди американської влади сильно змінилися, й чорний список припинив своє існування, Марша Гант так й не вийшла на попередній зірковий рівень 1930-х. 
2002 року удостоєна премії Золота бутса. Востаннє на екранах з'явилась у 2008 році — в короткометражці Едді Мюллера «Великий інквізитор» та у стрічці-мок'юментарі «Вбивства в Емпайр Стейт Білдінгу». Досягнення акторки відмічено зіркою на Голлівудській алеї слави. Із віком не припиняла цікавилася соціальними проблемами, включаючи глобальне забруднення, бідність, проблеми країн третього світу та природний приріст населення.
Марша Гант померла 7 вересня 2022 року в себе вдома у Лос-Анджелесі, Каліфорнія, в 104-річному віці.

## Особисте життя
1938 року Марша Гант вступила у шлюб з директором редакційного відділу студії «Paramount Pictures» Джеррі Гоппером. Розлучилися 1943 року.
1946 року другим чоловіком акторки став сценарист Роберт Преснелл-молодший. Дочку (свою єдину біологічну дитину) народила недоношеною 1 липня 1947 року, дитина померла наступного дня. Пізніше вони стали прийомними батьками. Шлюб тривав до смерті чоловіка 14 червня 1986 року в 71-річному віці.

## Вибрана фільмографія
| Рік       |    | Українська назва                 | Оригінальна назва              | Роль                                         |
| --------- | -- | -------------------------------- | ------------------------------ | -------------------------------------------- |
| 1935      | ф  | Суддя Вірджинії                  | The Virginia Judge             | Мері Лі Калверт                              |
| 1936      | ф  | Золота пустеля                   | Desert Gold                    | Джудіт Белдінг                               |
| 1936      | ф  | Ніжна Джулія                     | Gentle Julia                   | Джулія Етвотер                               |
| 1936      | ф  | Вершники Арізони                 | The Arizona Raiders            | Гаррієт Лідцей                               |
| 1936      | ф  | Голлівудський бульвар            | Hollywood Boulevard            | Патриція Блекфорд                            |
| 1936      | ф  | Легка здобич                     | Easy to Take                   | Донна Вестлейк                               |
| 1936      | ф  | Палець, що вказує                | The Accusing Finger            | Клер Паттерсон                               |
| 1936      | ф  | Канікули                         | College Holiday                | Сільвія Сміт                                 |
| 1937      | ф  | Пекельне містечко                | Born to the West / Hell Town   | Джуді Расто                                  |
| 1937      | ф  | Громовий слід                    | Thunder Trail                  | Емі Морган                                   |
| 1937      | ф  | Убивство в коледжі               | Murder Goes to College         | Нора Баррі                                   |
| 1937      | ф  | Салют Аннаполіса                 | Annapolis Salute               | Джулія Клеменс                               |
| 1939      | ф  | Зимовий карнавал                 | Winter Carnival                | Люсі Морган                                  |
| 1939      | ф  | Ці модні дівчата                 | These Glamour Girls            | Бетті Ейнсбридж                              |
| 1939      | ф  | Зірковий репортер                | Star Reporter                  | Барбара Барнетт                              |
| 1939      | ф  | Гарді в сідлі                    | The Hardys Ride High           | Сьюзен Бовен                                 |
| 1939      | ф  | Великий ризик                    | Long Shot                      | Марта Шерон                                  |
| 1940      | ф  | Гордість і упередження           | Pride and Prejudice            | Мері Беннет                                  |
| 1940      | ф  | Айрін                            | Irene                          | Елінор Ворт                                  |
| 1940      | ф  | Еллері Квін, детектив            | Ellery Queen, Master Detective | Барбара Браун                                |
| 1940      | ф  | Авіаланка                        | Flight Command                 | Клер                                         |
| 1941      | ф  | Квіти в пилу                     | Blossoms in the Dust           | Шарлотта                                     |
| 1941      | ф  | За здоров'я міс Бішоп            | Cheers for Miss Bishop         | Гоуп Томпсон                                 |
| 1941      | ф  | Штраф                            | The Penalty                    | Кетрін Логан                                 |
| 1941      | ф  | Нечесні партнери                 | Unholy Partners                | Гейл Фентон                                  |
| 1941      | ф  | Я буду чекати на тебе            | I'll Wait for You              | Полін Міллер                                 |
| 1942      | ф  | Справи Марти                     | The Affairs of Martha          | Марта Ліндстром                              |
| 1942      | ф  | Семеро закоханих                 | Seven Sweethearts              | Реджі Ван Маастер                            |
| 1942      | ф  | Панама Гетті                     | Panama Hattie                  | Лейла Трі                                    |
| 1942      | ф  | Вбивця-білоручка                 | Kid Glove Killer               | Джейн Мітчелл                                |
| 1942      | ф  | Джо Сміт, американець            | Joe Smith, American            | Мері Сміт                                    |
| 1943      | ф  | Загублений ангел                 | Lost Angel                     | Кеті Меллорі                                 |
| 1943      | ф  | Тисячі привітань                 | Thousands Cheer                | у ролі самої себе                            |
| 1943      | ф  | Пілот №5                         | Pilot №5                       | Фредді Ендрюс                                |
| 1943      | ф  | Людська комедія                  | The Human Comedy               | Діана Стід                                   |
| 1943      | ф  | Брудна угода                     | Raw Deal                       | Енн Мартін                                   |
| 1943      | ф  | Усім смерть!                     | Cry Hanoc                      | Фло Норріс                                   |
| 1944      | ф  | Ніхто не уникне                  | None Shall Escape              | Марія Пасерковскі                            |
| 1944      | ф  | Наречена помилково               | Bride by Mistake               | Сільвія Локвуд                               |
| 1944      | ф  | Музика для мільйонів             | Music for Millions             | Розалінд                                     |
| 1946      | ф  | Долина рішучості                 | The Valley of Decision         | Констанс Скотт                               |
| 1946      | ф  | Лист для Іві                     | A Letter for Evie              | Іві О'Коннор                                 |
| 1947      | ф  | Каргегі-Холл                     | Carnegie Hall                  | Нора Раян                                    |
| 1947      | ф  | Катастрофа: Історія жінки        | Smash-Up: The Story of a Woman | Марта Грей                                   |
| 1948      | ф  | З перших рук                     | The Inside Story               | Френсіс Тейлор                               |
| 1949      | ф  | Мозаїка                          | Jigsaw                         | секретарка місіс Гартлі                      |
| 1949      | ф  | Зроби один хибний крок           | Take One False Step            | Марта Вієр                                   |
| 1949      | ф  | Мері Раян, детектив              | Mary Ryan, detective           | Мері Раян                                    |
| 1952      | ф  | Щаслива година                   | The Happy Time                 | Сьюзен Боннер                                |
| 1952      | ф  | Актори і гріх                    | Actors and Sin                 | Марсія Тіллау                                |
| 1954      | ф  | Дипломатичний паспорт            | Diplomatic Passport            | Джуді Андерсон                               |
| 1957      | ф  | Воскресіння з мертвих            | Back from the Dead             | Кейт Гейзелтон                               |
| 1957      | ф  | Бомбардувальники Б-52            | Bombers B-52                   | Едіт Бреннан                                 |
| 1958      | с  | Альфред Гічкок представляє       | Alfred Hitchcock present       | Бланш Герберт                                |
| 1959      | с  | Сутінкова зона                   | The Twilight Zone              | місіс Гендерсон                              |
| 1959      | с  | Ларамі                           | Laramie                        | Марта Чемберс                                |
| 1959      | ф  | Блакитний Деніс                  | Blue Denim                     | Джессі Бартлі                                |
| 1960      | ф  | Грабіжники                       | The Plunderers                 | Кеті Міллер                                  |
| 1960      | с  | Детективи                        | The Detectives                 | Кейт                                         |
| 1964      | с  | Димок зі ствола                  | Gunsmoke                       | Сара                                         |
| 1967      | с  | Мої троє синів                   | My Three Sons                  | Сесілі Блекман                               |
| 1969      | ф  | Не бійся зла                     | Fear No Evil                   | місіс Верні                                  |
| 1970      | с  | Доктор Маркус Велбі              | Marcus Welby, M.D.             | місіс Беллоуз                                |
| 1971      | ф  | Джону дали зброю                 | Jonhy Got His Gun              | мати Джо                                     |
| 1974—1975 | с  | Поліцейська історія              | Police Story                   | місіс Гайнс / доктор Партія / місіс Гріффітс |
| 1975      | с  | Гаррі О                          | Harry O                        | Ів Менденхолл                                |
| 1981      | ф  | Терор серед нас                  | Terror Among Us                | Мардж                                        |
| 1983      | с  | Міссісіпі                        | The Mississippi                | Елізабет                                     |
| 1985      | с  | Вона написала вбивство           | Murder, She Wrote              | Ельвіра Трі                                  |
| 1986      | с  | Метлок                           | Matlock                        | Гаррієт                                      |
| 1987      | с  | Зоряний шлях: Наступне покоління | Star Trek: Next Generation     | Енн Джеймсон                                 |
| 2006      | ф  | Молитва Хлої                     | Chloe's Prayer                 | Елізабет Лайонс                              |
| 2008      | кф | Великий інквізитор               | The Grand Inquisitor           | Хейзел Ріді                                  |
| 2008      | ф  | Вбивства в Емпайр Стейт Білдінг  | Empire State Building          | Нора Стрінберг                               |